# Abdelazer
Abdelazer (també Abdelazar) or The Moor's Revenge (La venjança del moro) és una obra teatral de 1676 d'Aphra Behn, adaptació de la tragèdia Lust's Dominion de circa 1600.
El compositor Henry Purcell va escriure música incidental (Z 570) per a una producció de l'estiu de 1695, amb els següents moviments:
1. Obertura
2. Rondeau
3. Air
4. Air
5. Minueto
6. Air
7. Jig
8. Hornpipe
9. Air
10. Una cançó titulada: Lucinda Is Bewitching Fair

El rondeau va ser utilitzat per Benjamin Britten com a tema per al seu conjunt de variacions The Young Person's Guide to the Orchestra (1946). També va ser utilitzat com el tema de la sèrie de televisió The First Churchills (1969), com la cançó d'introducció per al videojoc de Intellivision Thunder Castle (1986), i pot ser escoltat com el ball de la música en el ball de Netherfield en la pel·lícula Orgull i Prejudici (2005). L'arranjament de Britten s'utilitza com un motiu recurrent en la pel·lícula Moonrise Kingdom (2012).